# Albino Crnobori
Albino Crnobori (Premantura, 1. ožujka 1941.) hrvatski je političar, pravnik, novinar i esejist. Živi u Stubičkim Toplicama,[nedostaje izvor] jedno je vrijeme bio i direktor Radija Pule.
Godine 1970. bio je u glavnom odboru Čakavskog sabora.
Bio je među prvim organizatorima (Martin Bizjak, Krsto Skazlić, Života Pajić, Jovica Todorović, Josip Kralj, Mario Rubbi, Dušan Ćurić, Boško Obradović, Armando Debeljuh, Miro Ploj, Alfio Klarić, Ivica Percan i dr.) Međuklupskog autorskog festivala amaterskog filma
Obnašao je dužnost savjetnika potpredsjednika Vlade RH i savjetnika potpredsjednika Vlade RH od 1993. do 1994. godine. Bio je saborski zastupnik.
Ljerka Car Matutinović ga je opisala kao "pozitivno opsjednuta svojim istarskim kantunom, osebujnošću zavičajnih prostora koji su dali smisao njegovu životu i po kojima je opstao kao – Istranin i Hrvat! ".
Odlikovan je Redom Danice hrvatske s likom Antuna Radića 1995. godine.

## Djela
- "Losture", 1957. (pogovor Ljubica Filipić-Ivezić)
- "Protiv kulturnih feuda", 1981.
- "Istarski razgovori Prilog viziji razvitka modernoga hrvatskog društva u Istri", (autor Nevio Šetić, urednik Albino Crnobori), 2003.
- "Pedeset pulastri", 2006.
- "Fildešpanja ili mladost", zrela dob i zalaz mnogih premanturskih izraza i fraza, 2017.
- "U snu", 2019.
- "Znakovi posred puta", 2024.